# Пуссен, Никола
Никола́ Пуссе́н (Никколо́ Пусси́но) (фр. Nicolas Poussin, итал. Niccolò Pussino; 1594, Лез-Андели, Нормандия — 19 ноября 1665, Рим) — французский живописец, рисовальщик и теоретик, один из основоположников и главных представителей искусства классицизма. Значительную часть активной творческой жизни провёл в Риме, в котором находился с 1624 года и пользовался покровительством кардинала Франческо Барберини. Благодаря благосклонности короля Людовика XIII и кардинала Ришельё, был удостоен титула первого живописца короля. В 1640 году приехал в Париж, но не смог приспособиться к положению при королевском дворе и пережил ряд конфликтов с ведущими французскими художниками. В 1642 году Пуссен вернулся в Италию, где жил до самой кончины, исполняя заказы французского королевского двора и небольшой группы просвещённых коллекционеров. Скончался и похоронен в Риме.
В каталоге Жака Тюилье 1994 года обозначено 224 полотна Пуссена, атрибуция которых не вызывает сомнений, а также 33 работы, авторство которых может оспариваться. Картины художника выполнены на историко-мифологические и библейские сюжеты, отмечены строгим рационализмом композиции и выбора художественных средств. Важным средством самовыражения для него стал пейзаж. Одним из первых художников Пуссен оценил монументальность локального цвета и теоретически обосновал превосходство линии над цветом. После кончины его высказывания стали теоретической основой академизма и деятельности Королевской Академии живописи и скульптуры. Его творческую манеру внимательно изучали Жак-Луи Давид и Жан Огюст Доминик Энгр.
На протяжении XIX—XX веков оценки мировоззрения Пуссена и интерпретации его творчества радикально менялись.

## Источники биографии

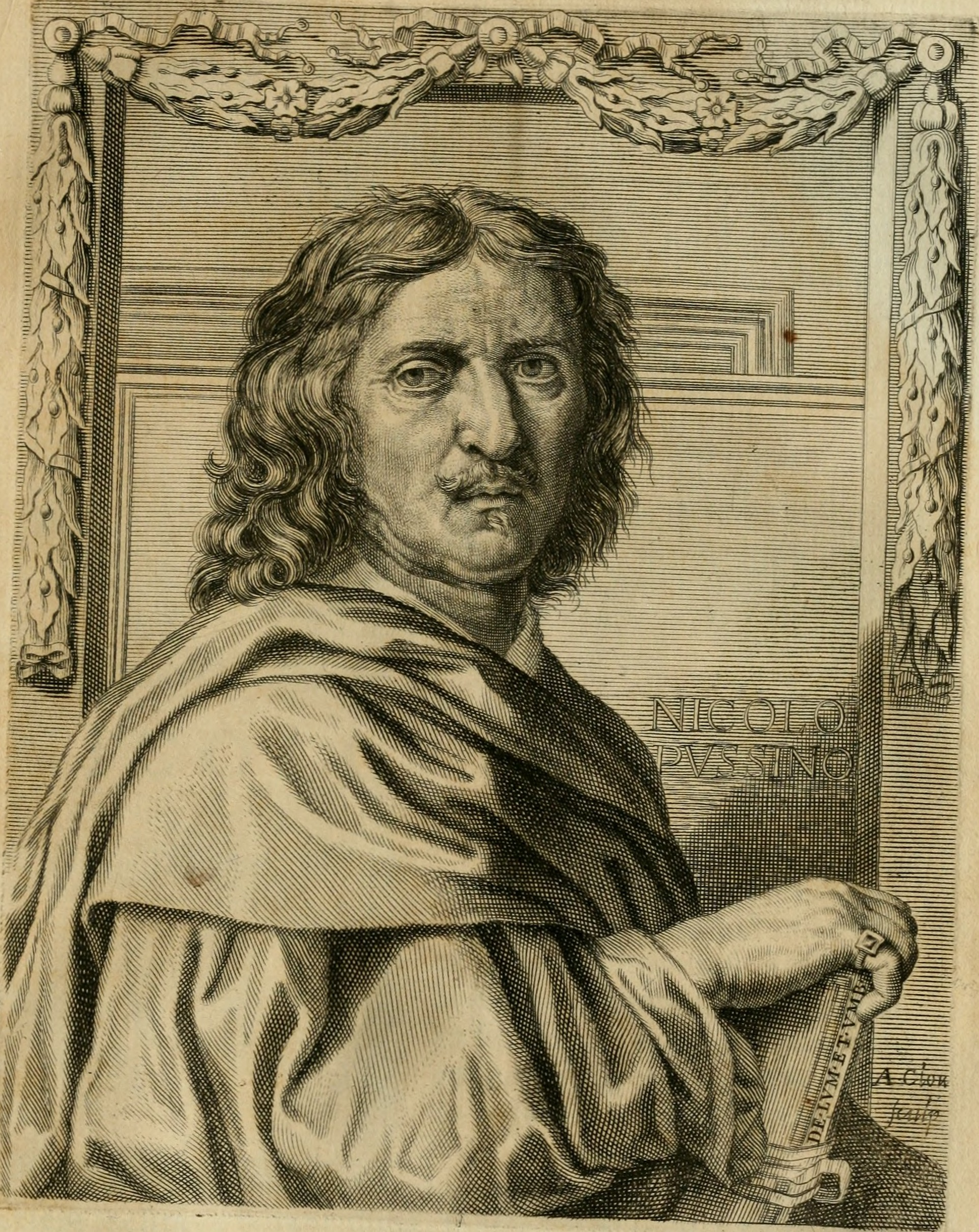
Пуссен. Гравюра из книги Беллори «La vita de' pittori, scultori et architetti moderni», 1672

### Происхождение. Ученичество

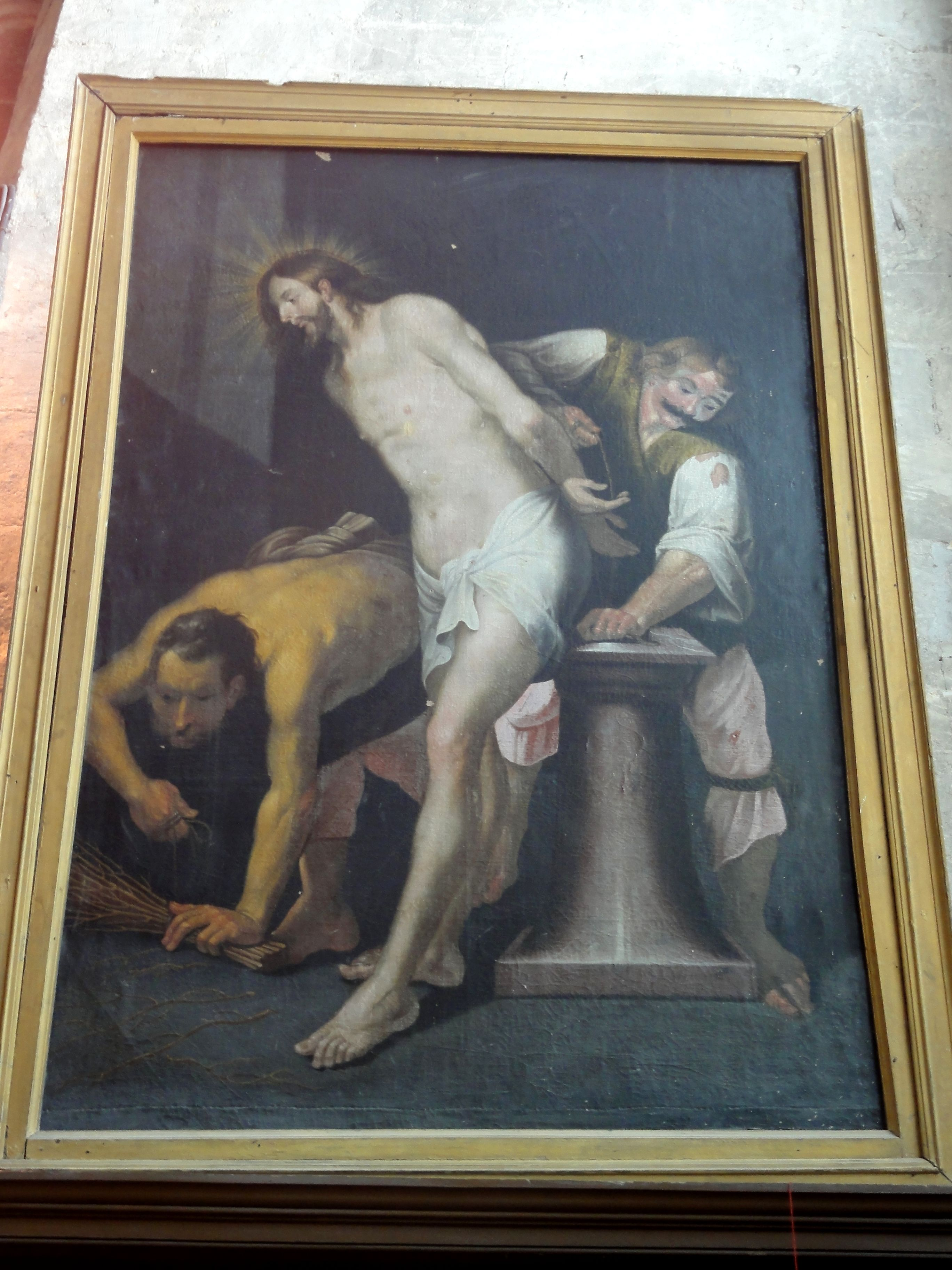
Квентин Варен. Бичевание Христа. Компьен, церковь Сен-Жак

### Париж — Пуату. Поездка во Флоренцию (1616—1618)

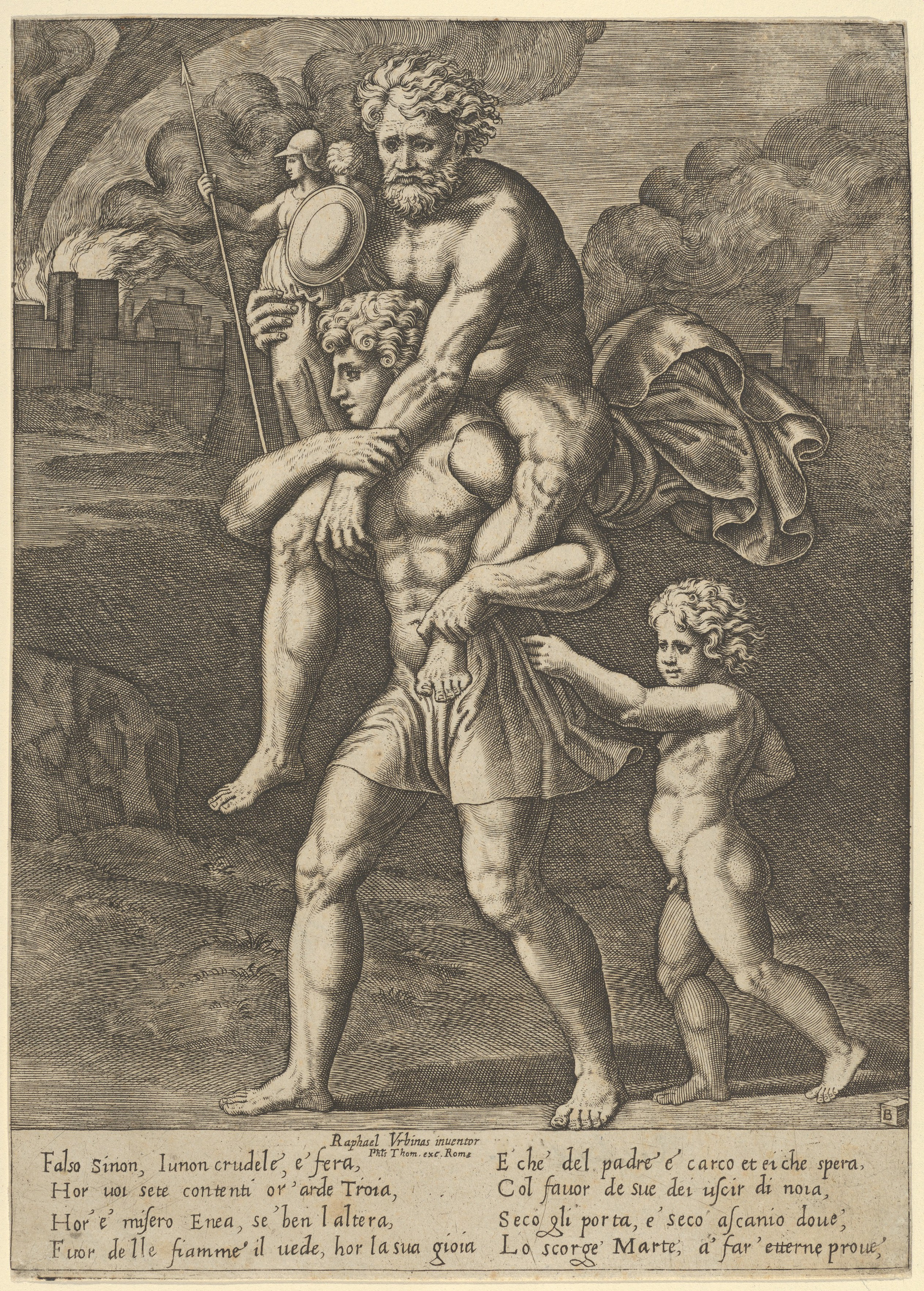
Эней несёт на плечах Анхиса, спасаясь из разрушенной Трои. Гравюра по эскизу Рафаэля. 1530—1560-е годы, Метрополитен-музей

### Париж — Лион (1619—1623)

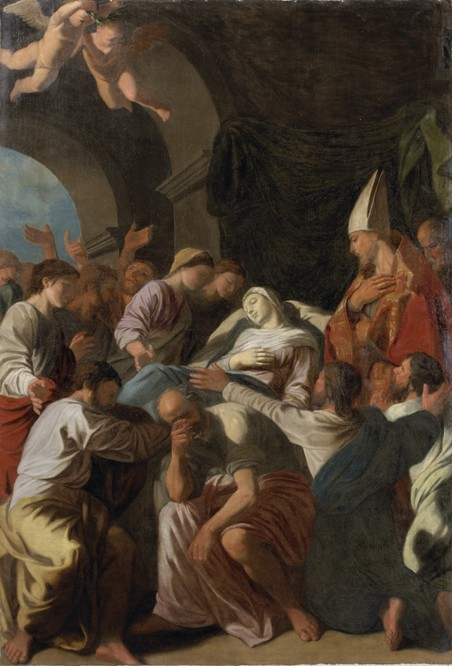
Успение Богородицы. 1623. Холст, масло, 203 × 138 см. Церковь св. Панкратия, Стерренбек, Бельгия

### Пуссен и кавалер Марино

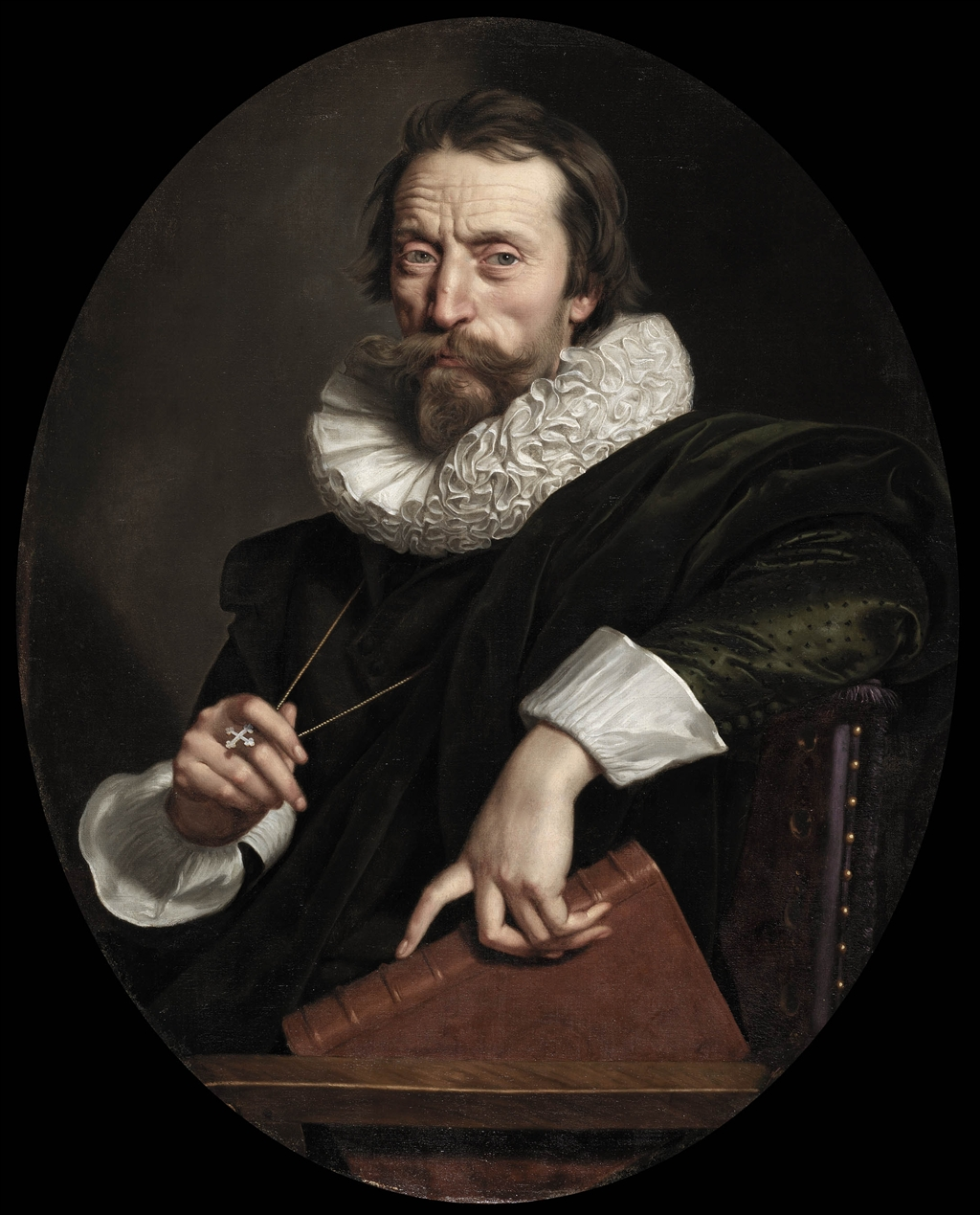
Франс Пурбус Младший. Портрет кавалера Марино. Около 1619. Холст, масло, 81 × 65,7 см. Детройтский институт искусств

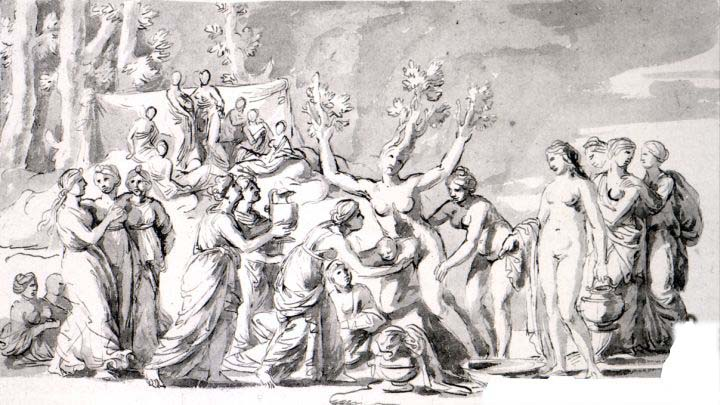
Рождение Адониса. Один из первых сохранившихся рисунков Пуссена 1623 года. Виндзорский замок

### Первые годы в Риме. Адаптация

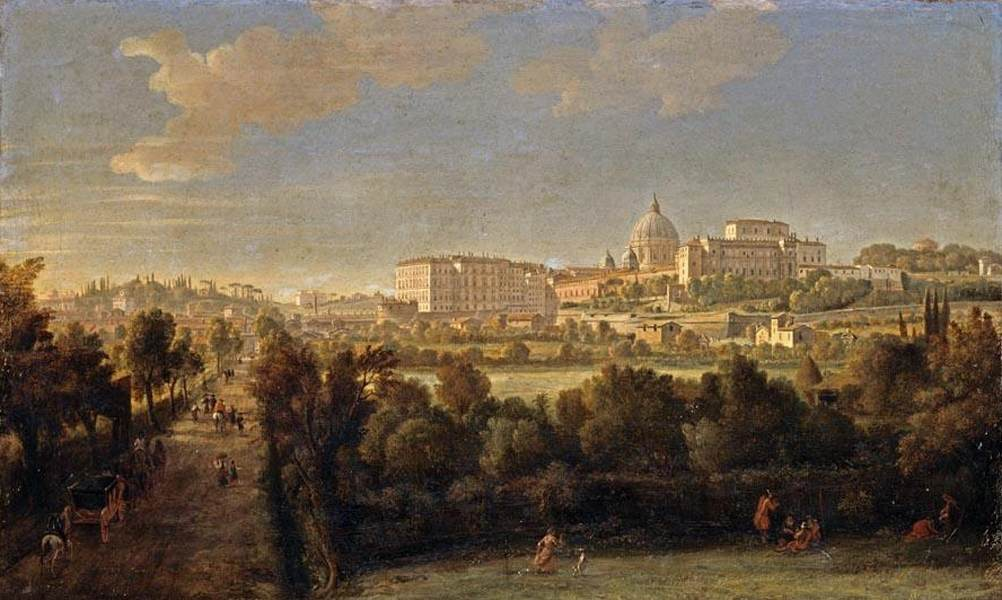
Гаспар ван Виттель. Вид на Собор св. Петра и Ватикан. Вторая половина XVII века

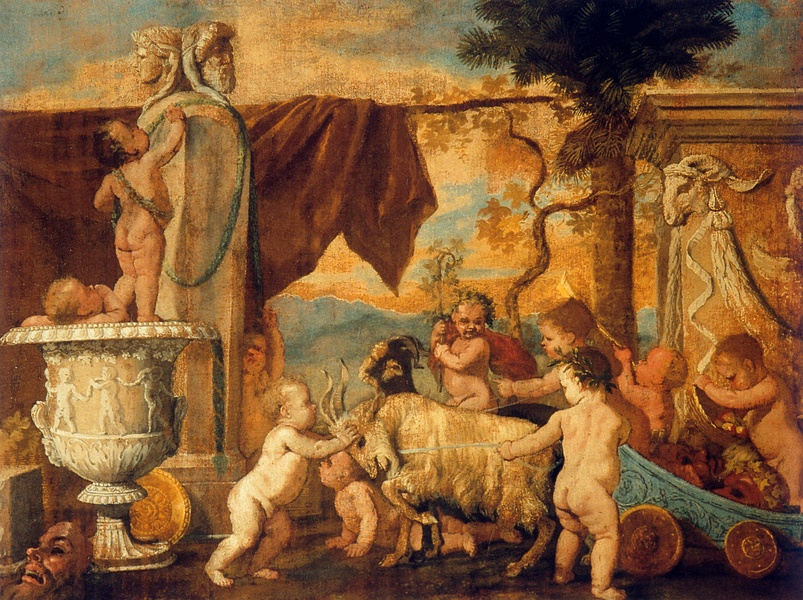
Вакханалия путти. 1626, дерево, темпера, 56 × 76,5 см. Рим, Национальная галерея старинного искусства

Графика Пуссена
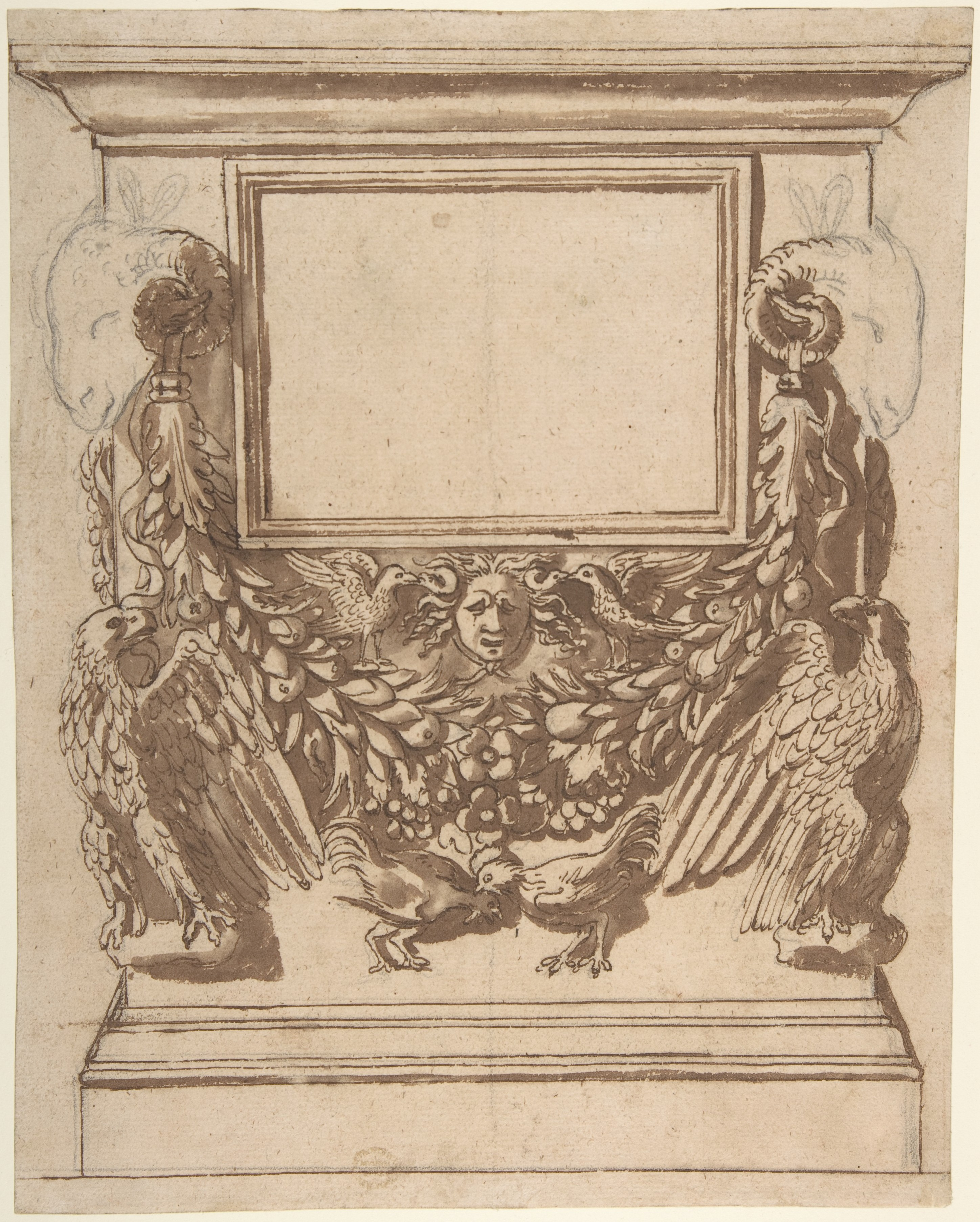
Античная погребальная урна. 28,6 × 22,2 см. Метрополитен-музей
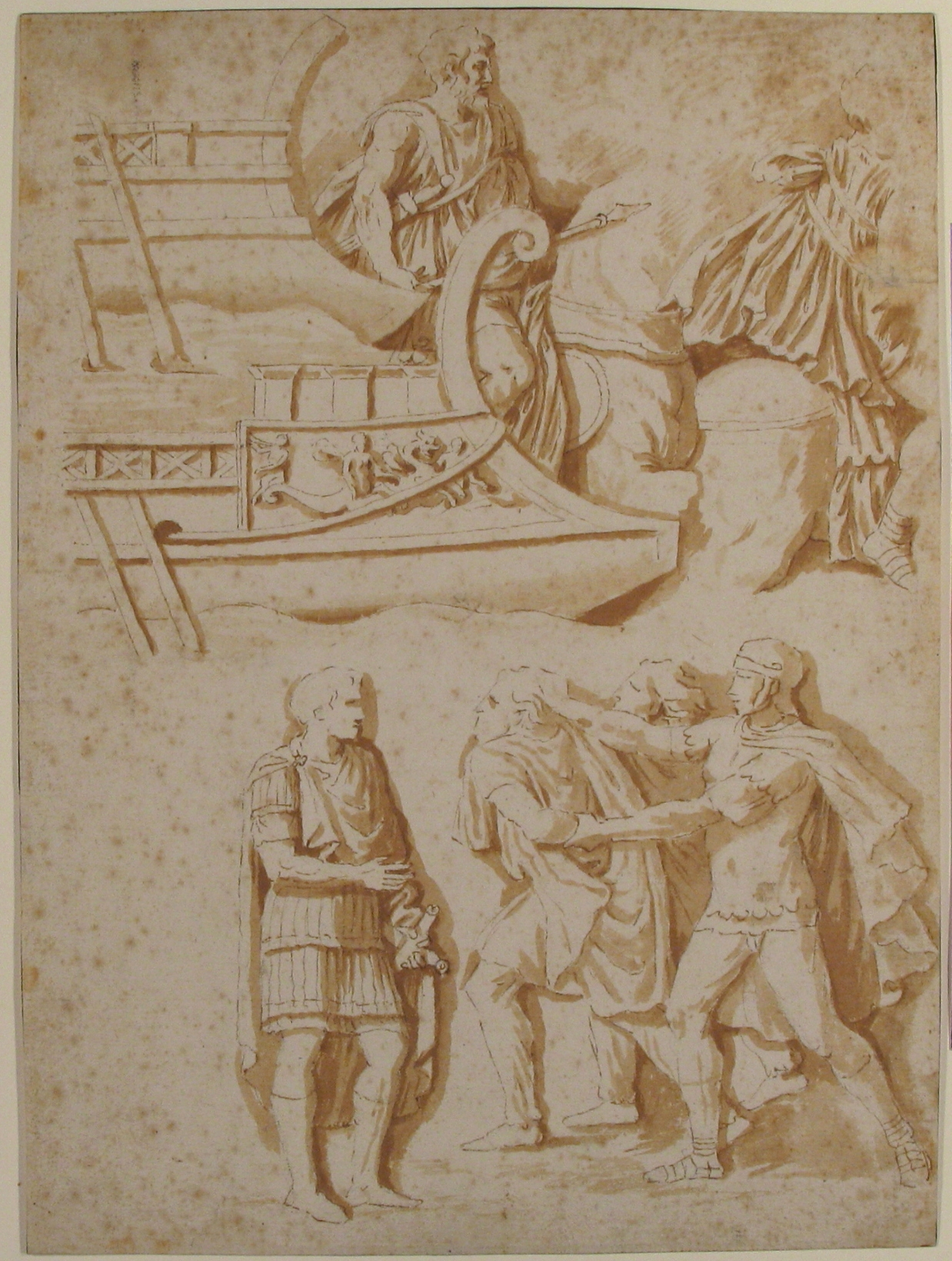
Зарисовки с Колонны Траяна. 1635, 30,5 × 22,5 см. Метрополитен-музей
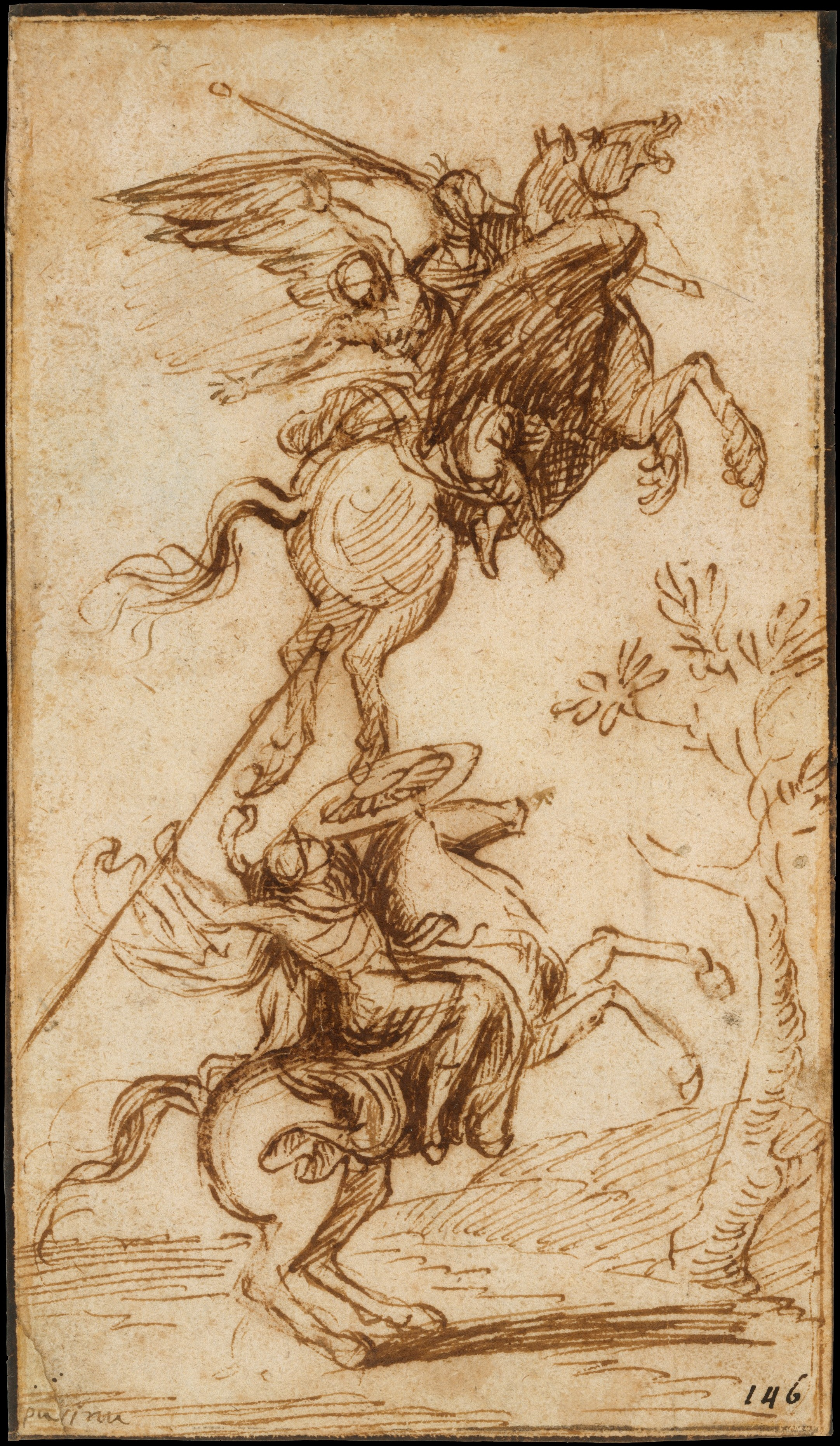
Иллюстрация ко второй песне «Неистового Роланда» Ариосто. 1635—1638, 19,3 × 11,2 см. Метрополитен-музей
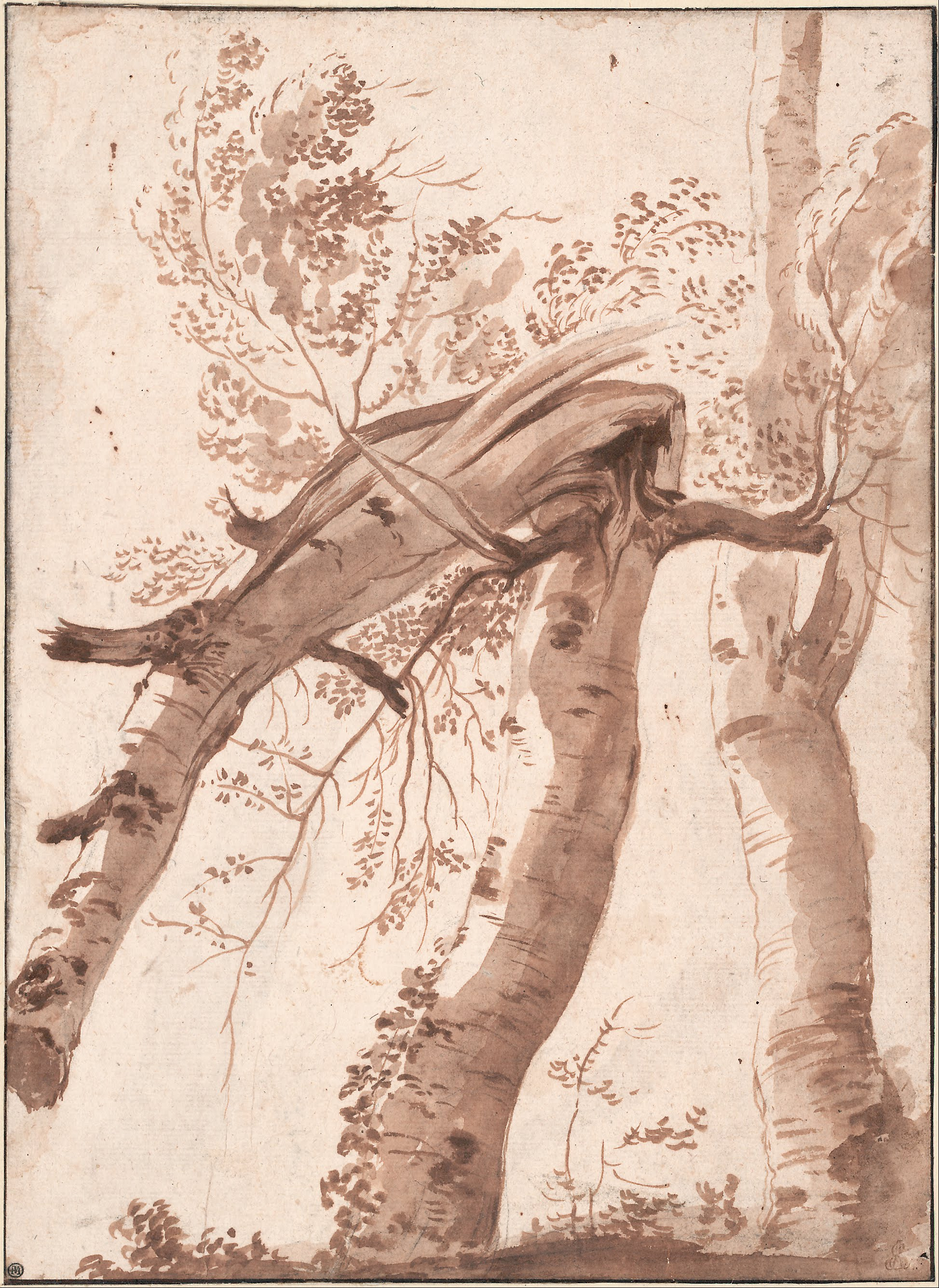
Две берёзы. 1629 (?), карандаш, подмалёвок кистью. Галерея Альбертина, Вена